# 1-й Східний запасний полк «Центр»
1-й Східний запасний полк «Центр» (нім. 1. Ost-Ersatz-Freiwillige- Regiment «Mitte») — колабораціоністське бойове з'єднання, що було утворене 22 липня 1942 року в Бобруйську і брало участь в бойових діях на боці Німеччини.

## Формування
22 липня 1942 року по корпусу військ безпеки тилу Вермахту був відданий наказ про створення російського запасного батальйону «Центр», формуванням якого займався особливий штаб в Бобруйську.

### Комплектування
На комплектування бойового підрозділу направлялися добровольці з таборів військовополонених. Офіцерам, якщо вони проходили перевірку відновлювали звання, яке вони мали у Червоній Армії. При цьому звання «старший лейтенант» та «лейтенант» змінювалися на «поручик» та «підпоручик» відповідно. Командною мовою була російська.

### Призначення
Підрозділ повинен був слугувати резервом для поповнення діючих на той момент в районі Бобруйська східних батальйонів «Дніпро», «Волга» та «Березина», а після переформатування «Центра» в полк до його складу увійшли батальйони «Березина» (601-й східний батальйон), «Дніпро» (602-й східний батальйон) та «Прип'ять» (609-й східний батальйон сформований у серпні-вересні 1942 року в районі Волковиська з кількох антипартизанських рот).

## Розгортання в полк
18 серпня 1942 року командування групи армій «Центр» віддало наказ на переформування батальйону у полк.

### Структура
- 1-й резервний батальйон (три піхотні роти та рота важкого озброєння)
- 2-й резервний батальйон (резервна саперна рота, козачий резервний ескадрон, резервна батарея, резервна рота зв'язку)
- командна рота
- пропагандистська рота
- офіцерська школа

### Командування
Командиром полку був призначений білогвардійський емігрант, офіцер Російської армії М. Г. Яненко (у 1944 році — підполковник Вермахту). Начальником штабу полку був також білогвардійський емігрант І. К. Соломоновський (у 1944 році — майор Вермахту).

## Служба
Підрозділ брав участь в охоронно-караульній службі та антипартизанських операціях поблизу Бобруйська.
У жовтні 1943 року полк відправлений у Францію і підпорядкований 7-й армії Вермахту. У квітні 1944 року — розформований.